# Ambrosius Eßer
Ambrosius Eßer OP, auch Ambrosius Eszer, (* als Klaus Eßer am 19. November 1932 in Düsseldorf; † 12. April 2010 in Berlin) war ein deutscher Ordensgeistlicher und Kirchenhistoriker.

## Leben
Eßer trat 1952 in das Noviziat der Ordensgemeinschaft der Dominikaner ein und wurde 1959 zum Priester geweiht. Er war seit 1964 Mitglied des Historischen Institutes der Dominikaner in Rom und wurde an der Päpstlichen Universität Gregoriana zum Dr. scient. eccl. orient. promoviert.
Seit den 1970er Jahren war er in Rom als Professor für östliche Kirchengeschichte an der Päpstlichen Universität Heiliger Thomas von Aquin. Er engagierte sich für das Römische Institut der Görres-Gesellschaft am Campo Santo Teutonico, dessen Direktor er von 1972 bis 1975 war.
Ambrosius Eßer war seit 1983 auch für die Kongregation für die Selig- und Heiligsprechungsprozesse der römischen Kurie tätig, seit 1990 deren Generalrelator (Relator generalis Congregationis de Causis Sanctorum). Aufgabe des Generalrelators ist es, die Selig- und Heiligsprechungsprozesse vorzubereiten und dazu die erforderlichen Prozessakten zu evaluieren. Sein Nachfolger wurde 2009 Vincenzo Criscuolo OFMCap. Eßer hat wichtige Seligsprechungsverfahren betreut, darunter die von Clemens August Graf von Galen, Sr. Maria Restituta, Ladislaus Batthyány-Strattmann, Kaiser Karl  I. und Franz Jägerstätter.
1992 wurde er als Ehren-Konventualkaplan des Großpriorates von Österreich in den Malteserorden aufgenommen.
Er starb an den Folgen einer Lungenerkrankung. Sein Nachlass befindet sich im Archiv der Dominikanerprovinz Teutonia.

## Ehrungen und Auszeichnungen
- 1973 Verdienstkreuz I. Klasse des Verdienstordens der Bundesrepublik Deutschland
- 1985 Komturkreuz des Päpstlichen Ritterordens des heiligen Gregors des Großen
- 1987 Großes Verdienstkreuz des Verdienstordens der Bundesrepublik Deutschland
- 1996 Österreichisches Ehrenkreuz für Wissenschaft und Kunst I. Klasse
- 2008 Großes Silbernes Ehrenzeichen der Republik Österreich[3]
- 2008 Orden Pro Ecclesia et Pontifice

## Schriften
- Giovanni Giuliani da Lucca O. P. Forschungen zu seinem Leben und zu seinen Schriften. In: Archivum Fratrum Praedicatorum Bd. 37 (1967) S. 353–468
- Das abenteuerliche Leben des Johannes Laskaris Kalopheros. Forschungen zur Geschichte der ost-westlichen Beziehungen im 14. Jahrhundert. Harrassowitz, Wiesbaden 1969 (= Dissertation)
- Die Kapitelsakten der süddeutschen Ordensprovinz „Saxonia“ der Dominikaner. In Archivum Fratrum Praedicatorum Bd. 55 (1985) S. 275–338
- Martin von Tours, ein unbekannter Heiliger. Kanisius-Verlag Freiburg i. Ü./Konstanz 1992, ISBN 3-85764-359-5
- Frater Eustachius Kugler. Johann-von-Gott-Verlag München 1993